# كارين فهمي
كارين فهمي حصلت على لقب ملكة جمال مصر عام 1998، كانت مُلمّة بجميع المجالات المعرفية بصفة عامة، وبالموضة والجمال بصفة خاصة.